# 近藤健次
近藤 健次（こんどう けんじ、1926年1月13日 - 2017年2月17日）は、日本の実業家。株式会社ビー・エム・エル創業者・元代表取締役社長。

## 人物・来歴
静岡県磐田郡幸浦村大野（現袋井市大野）で万屋の四男として生まれる。幸浦尋常小学校（現袋井市立浅羽南小学校）、陸軍少年通信兵学校を経て、1954年専修大学商経学部卒業。
1955年相互ブラッド・バンク（のちのビー・エム・エル）を設立し、代表取締役社長に就任。1986年同社代表取締役会長。1997年勲五等瑞宝章受章。
2005年浅羽町善行表彰受賞。2007年ビー・エム・エル代表取締役最高顧問。同年袋井市に3億円を寄付し、2008年に袋井市市政功労賞受賞。2010年記念して袋井市歴史文化館近藤記念館が竣工。2017年死去。従六位。